# V.J. Beachem
Victor Eric Beachem jr., noto come V.J. Beachem (South Bend, 15 gennaio 1995), è un ex cestista statunitense.